# سیارک ۲۶۶۶۷
سیارک ۲۶۶۶۷ (به انگلیسی: 26667 Sherwinwu، نامگذاری:2001AS41)۲۶۶۶۷مین سیارک کشف شده‌است که در ۰۳ ژانویه ۲۰۰۱ کشف شد.